# Polska na Drużynowych Mistrzostwach Europy w Lekkoatletyce 2009
Polska na Drużynowych Mistrzostwach Europy w Lekkoatletyce 2009 – reprezentacja Polski rywalizowała w zawodach superligi drużynowego czempionatu Starego Kontynentu które odbyły się na Estádio Municipal de Leiria w portugalskiej Leirii 20 i 21 czerwca. Kapitanem reprezentacji był mistrz olimpijski w rzucie młotem Szymon Ziółkowski.

## Występy reprezentantów Polski

### Mężczyźni
- Bieg na 100 metrów
  - Dariusz Kuć z czasem 10,35 zajął 5. miejsce

- Bieg na 200 metrów
  - Kamil Masztak z czasem 21,14 zajął 10. miejsce

- Bieg na 400 metrów
  - Marcin Marciniszyn z czasem 46,22 zajął 6. miejsce

- Bieg na 800 metrów
  - Adam Kszczot z czasem 1:49,41 zajął 9. miejsce

- Bieg na 1500 metrów
  - Marcin Lewandowski z czasem 3:44,39 zajął 6. miejsce

- Bieg na 3000 metrów
  - Łukasz Parszczyński z czasem 8:19,75 zajął 7. miejsce

- Bieg na 5000 metrów
  - Marcin Chabowski nie ukończył biegu i został sklasyfikowany na 10. miejscu

- Bieg na 110 m przez płotki
  - Artur Noga z czasem 13,78 zajął 6. miejsce

- Bieg na 400 m przez płotki
  - Marek Plawgo z czasem 51,06 zajął 8. miejsce

- Sztafeta 4 × 100 metrów
  - Reprezentacja Polski w składzie Robert Kubaczyk, Marcin Jędrusiński, Kamil Masztak i Dariusz Kuć z czasem 39,11 zajęła 5. miejsce

- Sztafeta 4 × 400 metrów
  - Reprezentacja Polski w składzie Piotr Klimczak, Kacper Kozłowski, Marcin Marciniszyn i Jan Ciepiela z czasem 3:03,54 zajęła 4. miejsce

- Skok wzwyż
  - Grzegorz Sposób z wynikiem 2,28 zajął 5. miejsce

- Skok o tyczce
  - Łukasz Michalski z wynikiem 5,70 zajął 3. miejsce

- Skok w dal
  - Marcin Starzak z wynikiem 7,51 zajął 11. miejsce

- Trójskok
  - Paweł Kruhlik z wynikiem 15,99 zajął 10. miejsce

- Pchnięcie kulą
  - Tomasz Majewski z wynikiem 20,81 zajął 1. miejsce

- Rzut dyskiem
  - Piotr Małachowski z wynikiem 66,24 zajął 1. miejsce

- Rzut młotem
  - Szymon Ziółkowski z wynikiem 78,01 zajął 2. miejsce

- Rzut oszczepem
  - Igor Janik z wynikiem 76,48 zajął 3. miejsce

### Kobiety
- Bieg na 100 metrów
  - Marika Popowicz z czasem 11,51 zajęła 5. miejsce

- Bieg na 200 metrów
  - Marta Jeschke z czasem 23,34 zajęła 2. miejsce

- Bieg na 400 metrów
  - Jolanta Wójcik z czasem 53,82 zajęła 7. miejsce

- Bieg na 800 metrów
  - Renata Pliś z czasem 2:02,44 zajęła 11. miejsce

- Bieg na 1500 metrów
  - Lidia Chojecka z czasem 4:08,72 zajęła 6. miejsce

- Bieg na 3000 metrów
  - Sylwia Ejdys z czasem 8:58,26 zajęła 2. miejsce

- Bieg na 5000 metrów
  - Agnieszka Ciołek z czasem 15:59,69 zajęła 8. miejsce

- Bieg na 100 m przez płotki
  - Joanna Kocielnik z czasem 13,16 zajęła 6. miejsce

- Bieg na 400 m przez płotki
  - Anna Jesień z czasem 54,82 zajęła 1. miejsce

- Bieg na 3000 m z przeszkodami
  - Katarzyna Kowalska nie ukończyła biegu (zdjęta z bieżni jako ostatnia zawodniczka, zgodnie z przepisami drużynowych mistrzostw Europy) i została sklasyfikowana na 12. miejscu

- Sztafeta 4 × 100 metrów
  - Reprezentacja Polski w składzie Iwona Ziółkowska, Marta Jeschke, Marika Popowicz i Iwona Brzezińska z czasem 44,04 zajęła 5. miejsce

- Sztafeta 4 × 400 metrów
  - Reprezentacja Polski w składzie Anna Kiełbasińska, Jolanta Wójcik, Agnieszka Karpiesiuk i Anna Jesień została zdyskwalifikowana za przekroczenie toru

- Skok wzwyż
  - Kamila Stepaniuk z wynikiem 1,87 zajęła 9. miejsce

- Skok o tyczce
  - Monika Pyrek z wynikiem 4,70 zajęła 1. miejsce

- Skok w dal
  - Teresa Dobija z wynikiem 6,45 zajęła 3. miejsce

- Trójskok
  - Małgorzata Trybańska z wynikiem 13,89 zajęła 4. miejsce

- Pchnięcie kulą
  - Magdalena Sobieszek z wynikiem 17,26 zajęła 4. miejsce

- Rzut dyskiem
  - Wioletta Potępa z wynikiem 58,81 zajęła 5. miejsce

- Rzut młotem
  - Anita Włodarczyk z wynikiem 75,23 zajęła 1. miejsce

- Rzut oszczepem
  - Barbara Madejczyk z wynikiem 53,52 zajęła 8. miejsce